# Прізвища на -ук
Прі́звища на -ук і -юк належать до переліку найпоширеніших серед українців прізвищ. Або, як зазначають мовознавці, одним з найпродуктивніших серед формантів українських прізвищ є суфікс -ук (наприклад, Петрук) і його пом'якшений варіант -юк (наприклад, Лесюк).

## Історія розвитку прізвищ на -ук (-юк)
У пам'ятках 14 століття патроніми на -ук локалізувалися в основному на Берестейщині,
Волині,  Покутті та Гуцульщині, зрідка траплялися на Поділлі (наприклад, Петрук).
Прізвища на -ук (-юк), -чук переважно вказують на ім'я (прізвисько, професію, суспільний стан і т. ін.) батька чи матері (Ковалюк — «син коваля», Горпинюк — «син Горпини» тощо), але можуть вказувати і на походження з певної місцевості (Більчук — «житель чи вихідець з Більчого», Батюк — «мешканець Батятичів» або «представник етнічної групи батюків» тощо). В окремих випадках формант -чук використовувався для утворення прізвищ «по дідові» (Романенчук — «син Романенка, онук Романа» тощо).

## Етимологія
Прізвища походять від суфіксів -ук, -юк (патронімічні зменшувальні; походження прізвищ — переважно від роду діяльності чи від імені предка (діда)): Гонтарук, Гончарук, Дмитрук, Книшук, Кушнірук, Майструк, Петрук — внук (онук) Петра, Римарук, Тефледжук, Цехміструк; Бахматюк, Бенюк, Вірастюк, Гандзюк, Гнатюк, Гонтюк, Гуменюк, Данилюк — внук (онук) Данила, Ерстенюк, Кондратюк, Коновалюк, Корнелюк, Костюк, Косюк, Лейб'юк, Лелюк, Лисканюк, Литвинюк, Мандзюк, Мацюк, Меланюк, Менделюк, Михайлюк, Момотюк, Пахалюк (Пахолюк), Палагнюк, Романюк, Сердюк, Симовонюк, Тарасюк
Іноді помилково розглядаються суфікси -чук/-щук. Справа в тім, що патронімічні маркери -чук утворюються від основ, що закінчуються на -ко: Федько (Федчук) , Василько (Васильчук), Іванко (Іванчук); а патронімічні маркери -щук утворюються внаслідок чергування приголосних в основах, які закінчуються на -ско: Дениско (Денищук), Бориско (Борищук), Фесько (Фещук).